# Marktsteft
Marktsteft er en kommune i Landkreis Kitzingen i Regierungsbezirk Unterfranken, i den tyske delstat Bayern. Den er en del af Verwaltungsgemeinschaft Marktbreit og består efter 1978 byerne Marktsteft og den mod vest liggende Michelfeld.

## Geografi
Nabokommuner er Segnitz, Marktbreit, Obernbreit, Kitzingen, Hohenfeld, Michelfeld, og Mainbernheim. Største by i nærheden er Würzburg, der ligger 30 km mod vest.
Marktsteft var havneby ved Main for margreverne i Fyrstendømmet Ansbach. De historiske havneanlæg er bevaret, og vedligeholdes.

### Klima
Byen ligger i området Maindreieck der regnes for det varmeste og tørreste område i Bayern, hvilket giver gunstige forhold for dyrkning af vin, frugt og grøntsager. Gennemsnitstemperaturen på årsbasis ligger omkring 8 °C.